# جامع السلطان قابوس الأكبر
جامع السلطان قابوس الأكبر؛ هو أكبر المساجد التي أمر قابوس بن سعيد سلطان عمان ببنائها. يقع الجامع في محافظة مسقط. وقد أمر ببنائه عام 1992م. قام بتصميمه المهندس المعماري محمد صالح مكية بالاشتراك مع شركة كواد ديزين ومركزهم لندن ومسقط. واستمر بناؤه 6 سنوات حتى اكتمل.
يعد المسجد مزاراً سياحياً حيث يسمح بالزيارة يومياً من الثامنة صباحاً وحتى 11 ظهراً بجانب وجود مكتبة وقاعة للمحاضرات، يتميز تصميم الجامع باحتوائه على عدد من الفنون المعمارية والجداريات مثل فن الزليج المغربي والجداريات المغولية بجانب الممرات والقباب والمنائر والحدائق الواسعة والنوافير المائية، استخدمت في بنائه مختلف المواد من الخشب والرخام والزجاج المعشق والجداريات والزخارف النحاسية.
بُنِى المسجد على موقع يَحتلُّ 416,000 مترَ مربّعَ ويمتد البناء لتَغْطية منطقةَ مِنْ 40,000 مترِ مربّعِ. افتتحه قابوس بن سعيد سلطان عُمان في الرابع من مايو 2001م.

## قاعة المصلى الرئيسية
يقع المصلى الرئيسي في شرق الصحن الغربي بقبته المركزية التي ترتفع 50 متراً. والمنبر بارز في جدار القبلة من الرخام المنقوش على يمين المحراب. وقد وصل عدد قطع الفسيفساء آلة في تزين المصلى الرئيس ما يقارب ثمانية ملاين قطعة، ومع إمكانية احتواء الصحن الخارجي لثمانية آلاف مصل بالإضافة إلى الصحن الداخلي والأروقة، فإن السعة الإجمالية للجامع تصل إلى إمكانية احتواء 40 ألف مصل ومصلية. وقد جهزت قاعة المصلى الرئيسية بوحدة إنتاج تلفازي تضم خمس كاميرات، وأنظمة صوت حديثة لنقل الفعاليات من شعائر الصلاة وندوات ومحاضرات وتصويرها.

## الجدران
جدران المصلى الرئيسي تتوج بشرفات يتأصل طرازها في عمارة القلاع العمانية خاصة، ومسننات الشرفات في العمارة الإسلامية عموماً، فيما يتميز جدار القبة بكوة المحراب البارزة في نتوئها عند الواجهة.

## القبة المركزية
يوجد في المصلى قبة مركزية بارتفاع 50 متراً مزينة بالفسيفساء تتدلى منها ثريا تعد الأضخم بعد ثريا جامع الشيخ زايد في أبوظبي، إنّ الثريا فوق قاعةِ الصَلاة يبلغ طولها 14 مترُ. هي أيضاً ثاني أكبرَ ثريا في العالمِ بعد الثريا الأولى في مسجد الشيخ زايد في أبو ظبي، الذي فَتحَ أبوابَه في عام 2007، إذ ترتفع 14 متراُ، وبقطر 8 أمتار وتزن 8 أطنان ويوجد بها 1122 شمعة. والقبة من الداخل محاطة بتصميمات مجسمة لها شكل مثلثات هندسية ضمن هيكل من الأضلاع والأعمدة الرخامية المتقاطعة بأقواس مدببة مرصعة بجميع عناصرها بألواح من الخزف المصقول، وتأخذ الأضلاع الرخامية المقوسة والمعقودة هيكل القبة الكروي المزينة بالزجاج الملون.
ويلف القبة شريط من الزخارف الكتابية يتضمن آيات قرآنية بخط الثلث بألوان جذابة. كما أن للقبة غشاء مخرماً متشابكاً منمقة خطوطه بشعرية ذهبية، وتتجلى من خلال شفافية هيكل القبة الثانية المكسوة بقشرة من أحجار الفسيفساء الذهبية بأكملها.

## السجادة
يفرش بلاط المصلى سجادة عجمية بقطعة واحدة. تبلغ أبعادها أكثر من 60 × 70 متراً، وتغطي مساحة 4263 متراً مربعاً. والسجادة مؤلفة من 1700 مليون عقدة وتزن 21 طناً. تصل جودة عقدتها التي تصل إلى 40 عقدة في كل 6.5 سنتيمتر. واستغرقت صناعة السجادة وإنتاجها أربع سنوات، استغرق منها 15 شهراً لإعداد التصاميم، والخيوط، والصباغة، وإقامة ورش الحياكة الخاصة بها. أما عملية الحياكة فبلغت مدتها 27 شهراً متواصلة تبعها فترة 5 أشهر في الإنهاء، والقطع، والغسيل التقليدي
و عدد القطع المؤلفة للسجادة 57، إضافة إلى سجادة خاصة بالمحراب والمتصلة بها. وتمت عملية تجميع التوصيل والحياكة لأطراف السجادة وحواشيها وضبطها داخل قاعة المصلى، وتمت حياكة السجادة في نيسابور، على أيدي 600 امرأة.
الميزّة رئيسية للتصميمِ الداخلِي للمسجد هو سجادةُ الصلاةَ التي تَغطّي أرضيةَ قاعةِ الصلاةَ. حيث تحتوي على 1,700,000 عقدة، وتزنُ 21 طنَّ وأاستغرق إنتاجها أربع سَنَواتِ ويتجْمعُ تبريز الكلاسيكية والكاشان وتقاليد التصميمِ الأصفهاني من حيث اللون في الظلالِ المختلفةِ التي استعملتْ الأغلبيةُ عليه مِنْ الأصباغِ النباتيةِ التقليديةِ.
أما السجادة المحاكة يدوياً فهي الثانية من حيث المساحة في العالم بعد سجادة الجامع الكبير في مدينة أبوظبي في الإمارات العربية المتحدة[بحاجة لمصدر]، أُنتجتْ بشركةِ سجادةِ إيران (آي سي سي) عن طريق طلبِ ديوان البلاط الملكي لسلطنة عُمان لتَغْطية كامل أرضيةِ قاعةِ الصَلاة الرئيسيةِ لمسجدِ السلطان قابوس الكبير في مسقط. تقاسُ السجادةُ على 70 × 60 أمتار، وتَغطّي 4,343 مترِاً من القاعةِ المربعة للصَلاة كلها بواسطة قطعة واحدة.

## مصلى النساء
يوجد بالجامع مصلى للنساء مزخرف بالأحجار المصقولة والمنقوشة والمحفورة يدوياً يتسع لأكثر من ثماني مئة مصلية. ويقع مصلى النساء خلف المصلى الرئيس عبر الصحن الداخلي ليشكل امتدداً للمصلى الرئيس، والمصلى مجهز بشاشة عرض لمشاهدة خطبة الجمعة والمحاضرات من قاعة المصلى الرئيسية
خطط داخل الأروقة وحول الأعمدة المركزية والجانبية.

## طريقة البناء
إنّ المسجدَ بُنى مِنْ 300,000 طنِّ مِنْ الحجر الرملي الهنديِ. والمصلّى الرئيسي (قاعة الصلاةِ) بنيت على شكل مربّعُ (أبعاد خارجية 74.4 - 74.4 متر) مَع قبة مركزية تَرتفعُ إلى ارتفاع خمسين مترِاً فوق الأرضيةِ. تعتبر القبةَ والمئذنةَ الرئيسيةَ (90 متر)، ومآذنِ أربع تحيط بالمسجد (45.5 متر) هي معالم المسجدَ البصرية الرئيسيةَ.
المصلّى الرئيسي يُمْكِنُ أَنْ يستوعب أكثر من 6,500 مُصلّي، بينما مصلّى النِساء يُمْكِنُ أَنْ يحتمل 750 مُصلّي. الأرض المُعَبّدة الخارجية يُمْكِنُ أَنْ تستوعب 8,000 مُصلّي وهناك فضاء إضافي متوفرِ في الفناءِ الداخليِ والممرَّاتِ، جَعْل القدرة الكليّة بحدود 20,000 مُصلّي.

## معرض صور

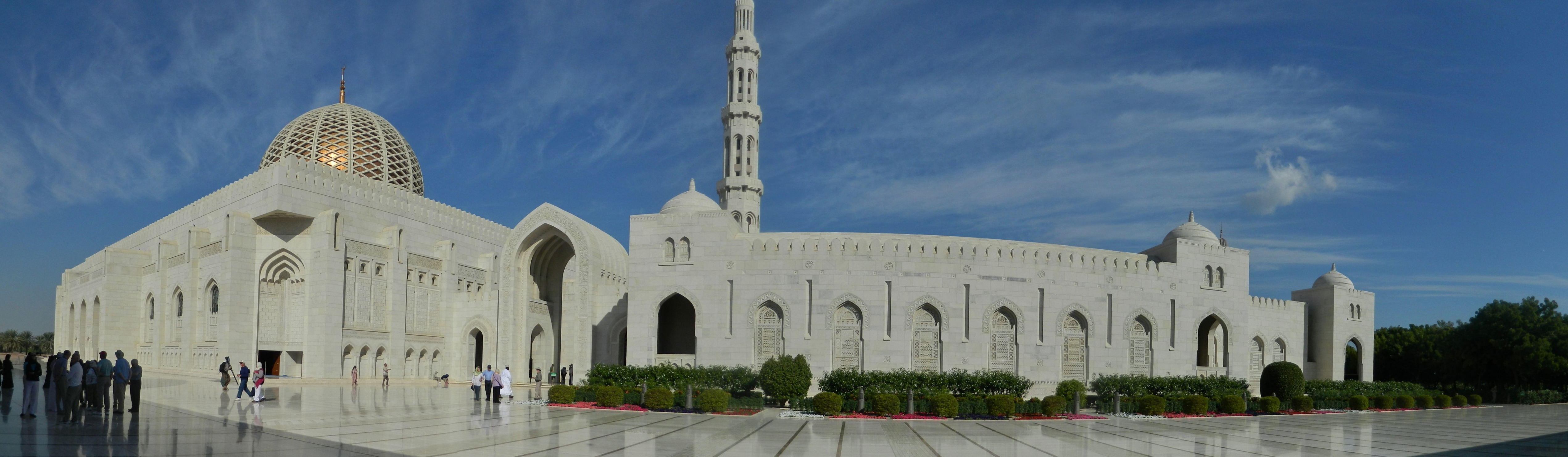
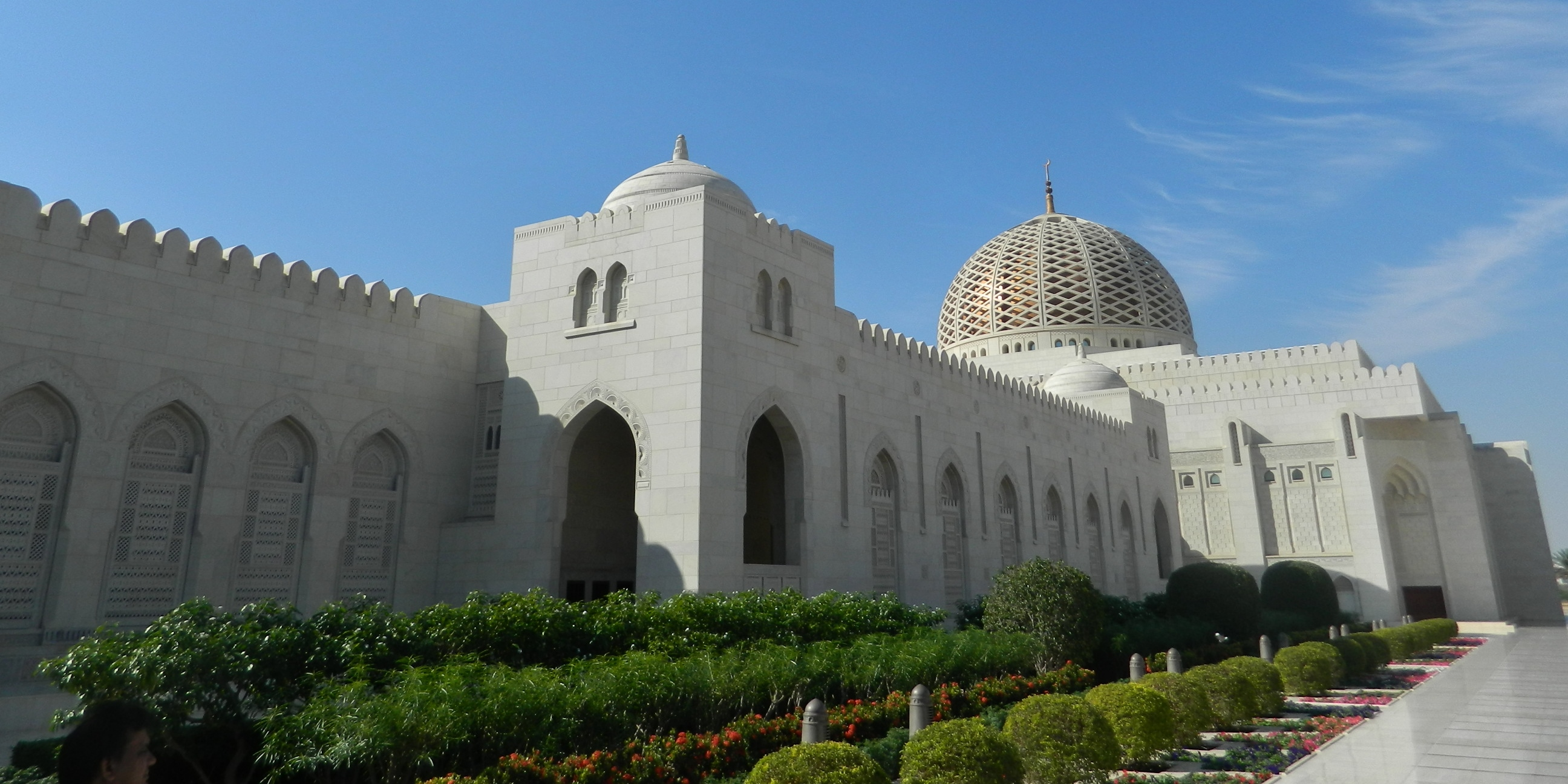

## وصلات خارجية
- الموقع الرسمي
- جامع السلطان قابوس الأكبر من موقع وزارة الإعلام العمانية
- جامع السلطان قابوس الأكبر من موقع الجزيرة
- جامع السلطان قابوس الأكبر.. تحفة مسقط ومحط أنظار الزوار